# ГЕС Росейрес
ГЕС Росейрес — гідроелектростанція на південному сході Судану, неподалік від кордону з Ефіопією. До спорудження у 2009 році станції Мерове була найпотужнішою ГЕС країни.
У період з 1961 по 1966 роки на околиці міста Ед-Дамазін спорудили бетонну греблю висотою 68 метрів та довжиною 1,1 км, яка потребувала 850 тис. м3 матеріалу. Обабіч простягнулись земляні дамби довжиною 4 та 8,5 км, висотою до 30 метрів, на що пішло 5 млн м3 ґрунту. Це утворило витягнуте по долині річки на 75 км водосховище площею поверхні 290 км2 та об'ємом 3 млрд м3, від якого живляться іригаційні канали Діндер та Кенана.
У нижній частині бетонної греблі облаштували машинний зал, введений в експлуатацію в 1971 році, з чотирма турбінами типу Каплан потужністю по 40 МВт, які працювали при напорі 29 метрів. У 1989-му до них додали ще три, завдяки чому загальна потужність станції зросла до 280 МВт. Втім, у періоди малої водності потужність ГЕС падала до 100 МВт.
За строк експлуатації об'єм водосховища внаслідок надходження осадів зменшився на чверть, що стало однією з причин появи проекту модернізації гідровузла. Висоту греблі збільшили на 10 метрів, при цьому її загальна довжина за рахунок продовження земляних частин досягнула 25 км. В результаті об'єм сховища збільшився на 4,4 млрд м3, що забезпечує додатковий ресурс для зрошення земель та збільшує виробництво електроенергії на 565 млн кВт-год на рік. Вартість проекту модернізації становила 460 млн доларів США.